# Státní okresní archiv Mělník
Státní okresní archiv Mělník je jedním z oddělení Státního oblastního archivu v Praze a sídlí v Mělníku, ulice Pod Vrchem 3358. Vedoucí archivu je PhDr. Nikola Michňová.

## Fondy

### Městské a obecní fondy
Nejvýznamnějším fondem archivu je archiv věnného města českých královen Mělníka, který se dochoval od 14. století. Vedle listin krále Jana Lucemburského, Karla IV. či Johany z Rožmitálu zde jsou i městské knihy privilegií, památné knihy, berní knihy a knihy městského soudnictví.
Další městské archivy:
- Kostelec nad Labem
- Mšeno
- Kralupy nad Vltavou
- Neratovice

### Církevní fondy
- iluminovaný Mělnický evangeliář z kapitulní knihovny kostela svatých Petra a Pavla, který pochází z první poloviny 12. století.[2]
- Mělnický graduál ze 14. století[3]
- Farní kroniky (Liblice 1732–1920, Čečelice 1751–1926)
- Pamětní kniha farního úřadu Chlumín
- kronika farnosti Zeměchy

### Další fondy
Cechovní fondy včetně cechu vinohradnického a cechu ručníkářů (puškařů).
Sčítací operáty mělnického okresu z let 1900, 1910 a 1921.

### Osobní fondy
- Antonín Dvořák
- Svatopluk Čech
- Josef Brožek (1913–2004) [4]
- Josef Stáhlík
- Ludvík Böhm
- Zdeněk Mareček
- Josef Lír
- a další[5]

## Příklady archiválií

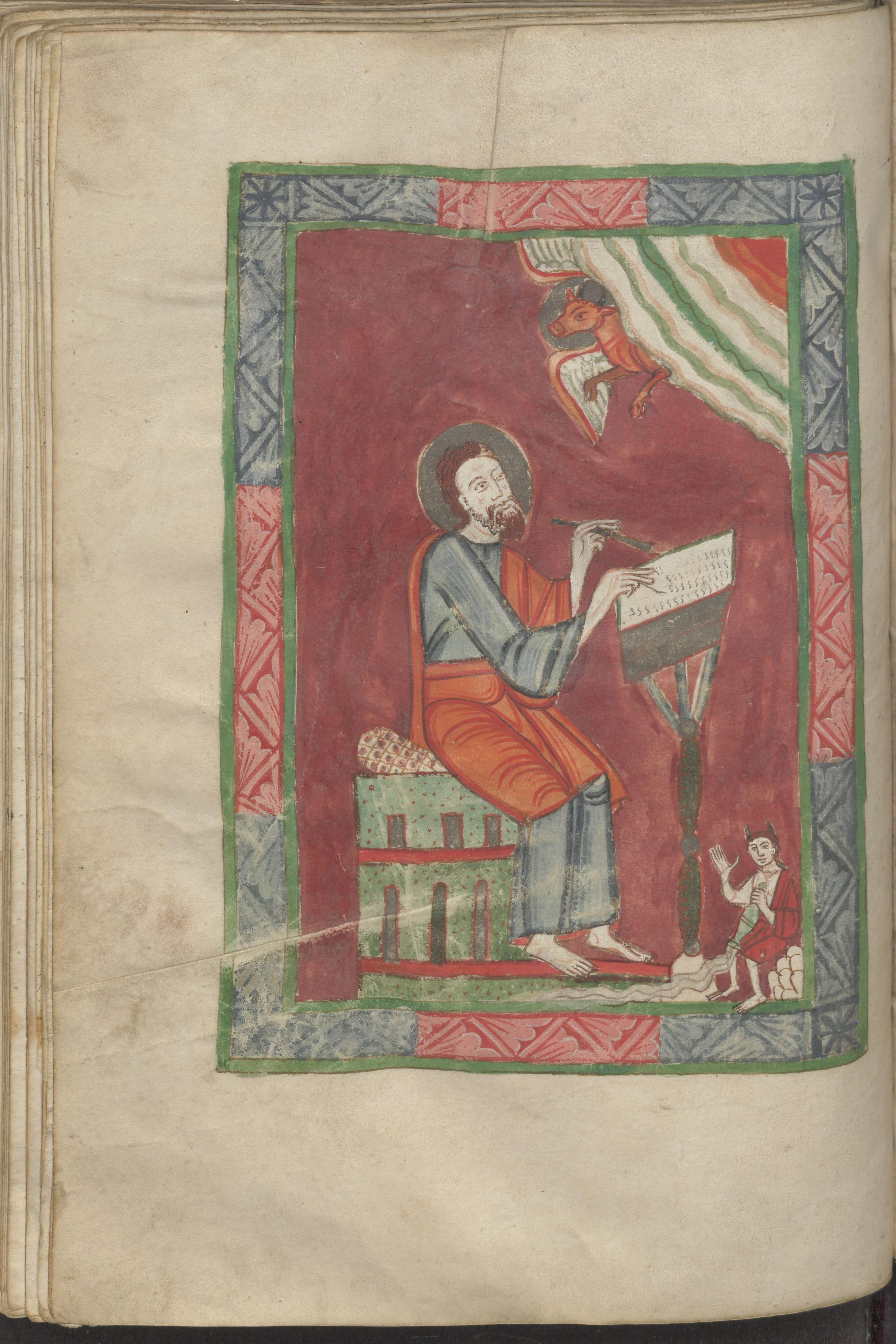
Mělnický evangeliář z 12. století, vyobrazení evangelisty Lukáše
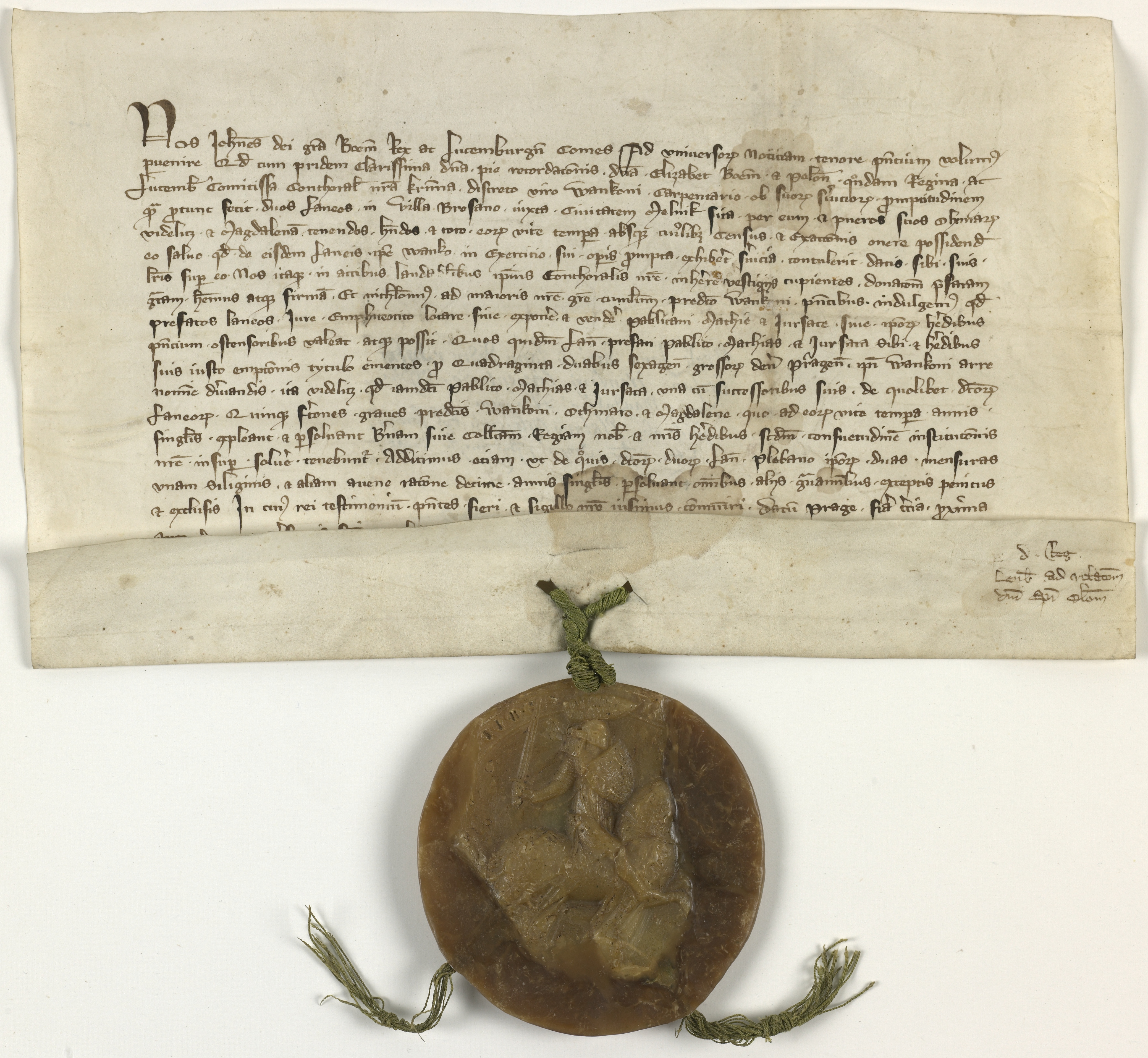
Listina Jana Lucemburského z roku 1336, která potvrzuje tesaři Vaňkovi darování dvou lánů ve vsi Brozánky od královny Elišky (Archiv města Mělník, sign. L1, SOkA Mělník)
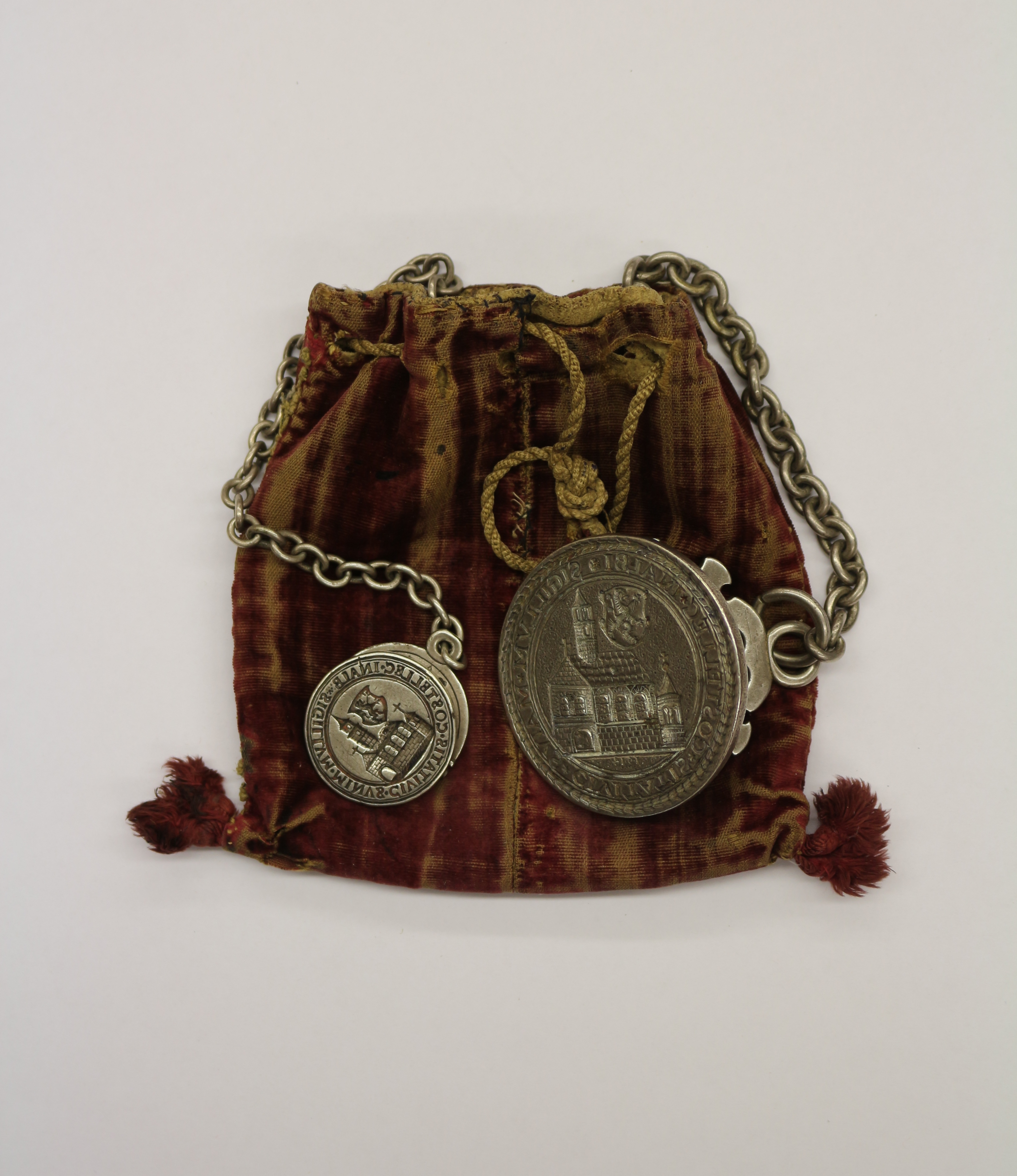
Pečetidla města Kostelec nad Labem z roku 1607 a 1614 v původním sametovém sáčku.
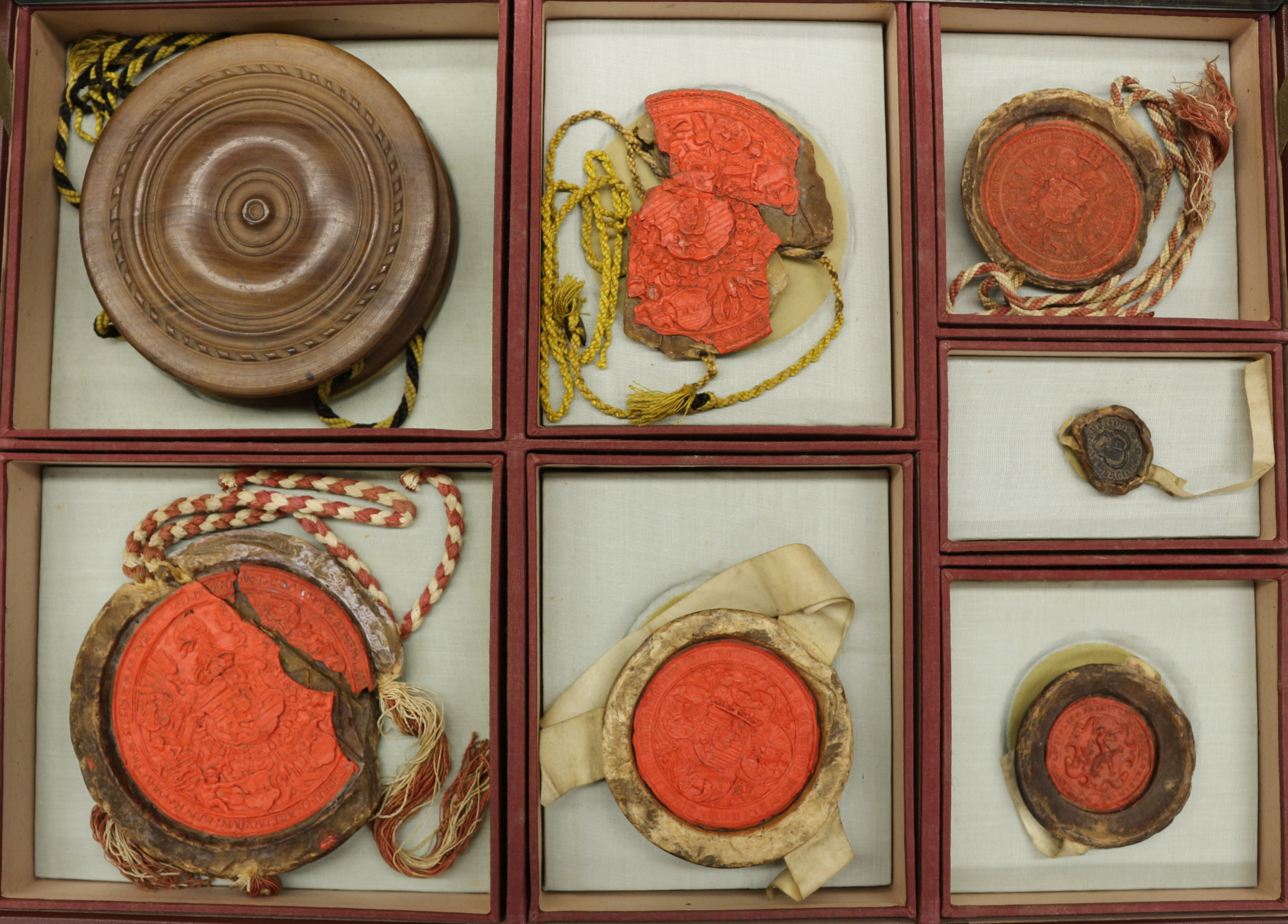
Soubor pečetí z archivu města Kostelec nad Labem
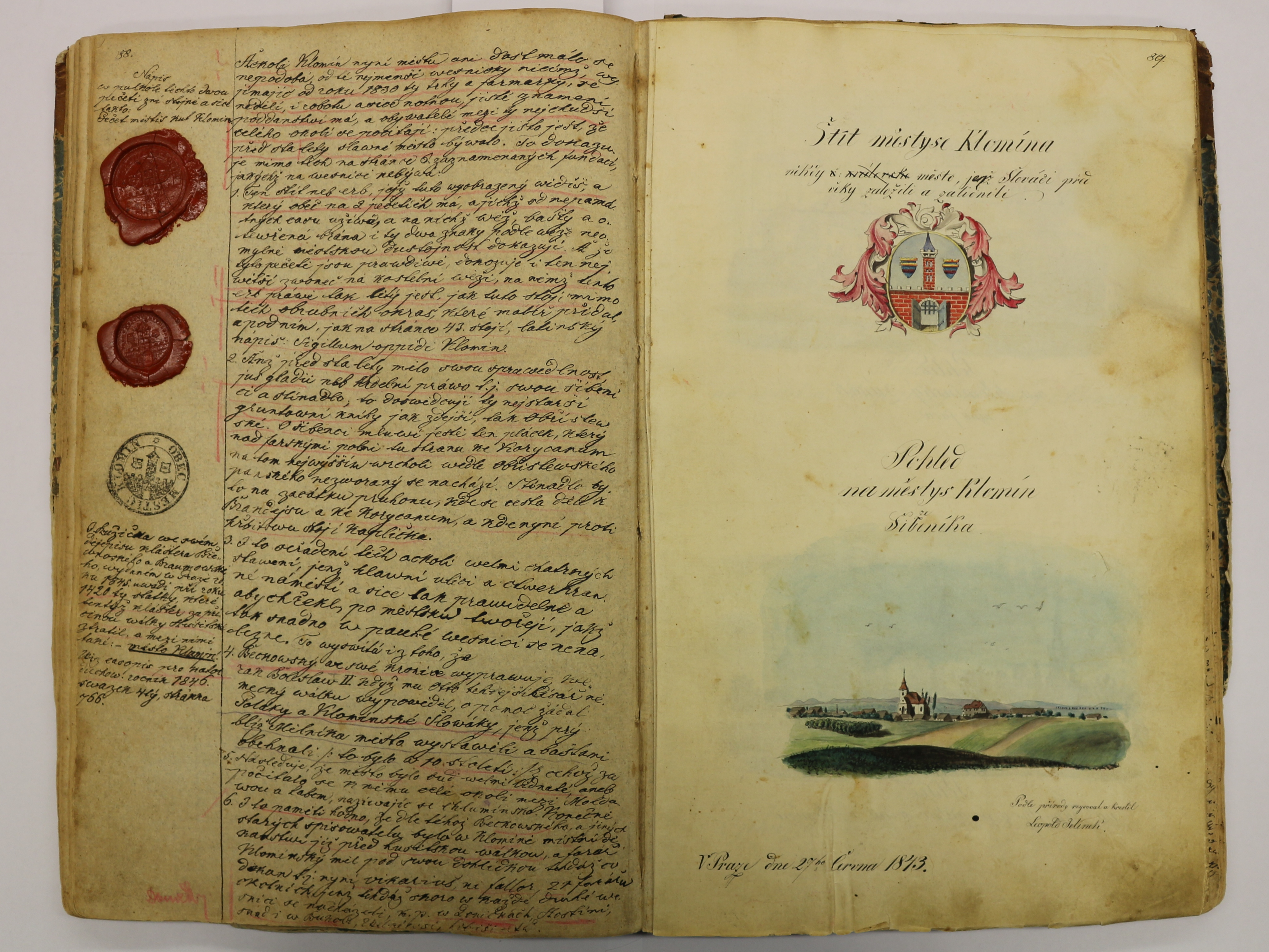
Pamětní kniha farnosti Chlumín z let 1725–1872.
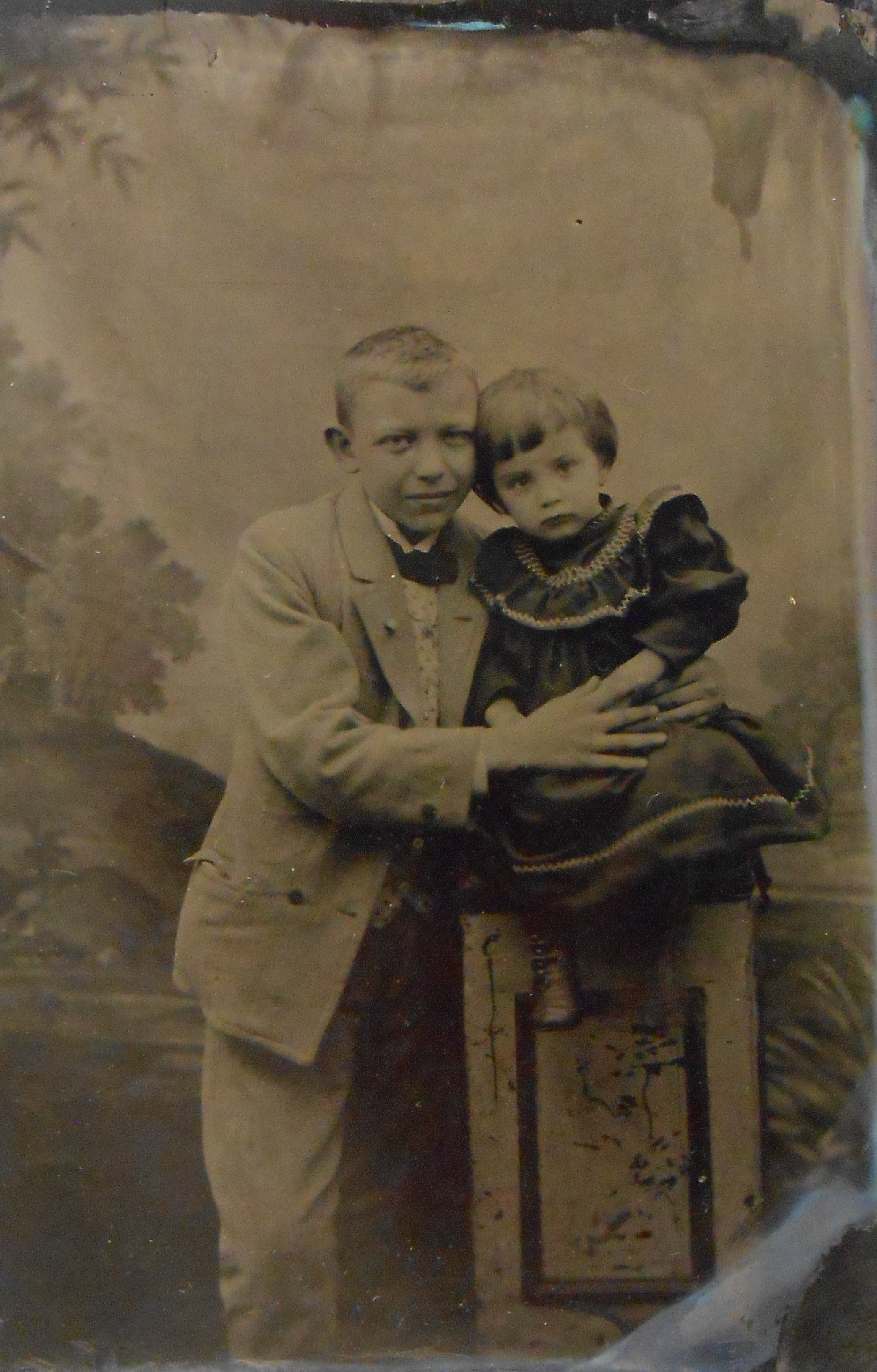
Ferrotypie, Sbírka fotografií Kralupy nad Vltavou.
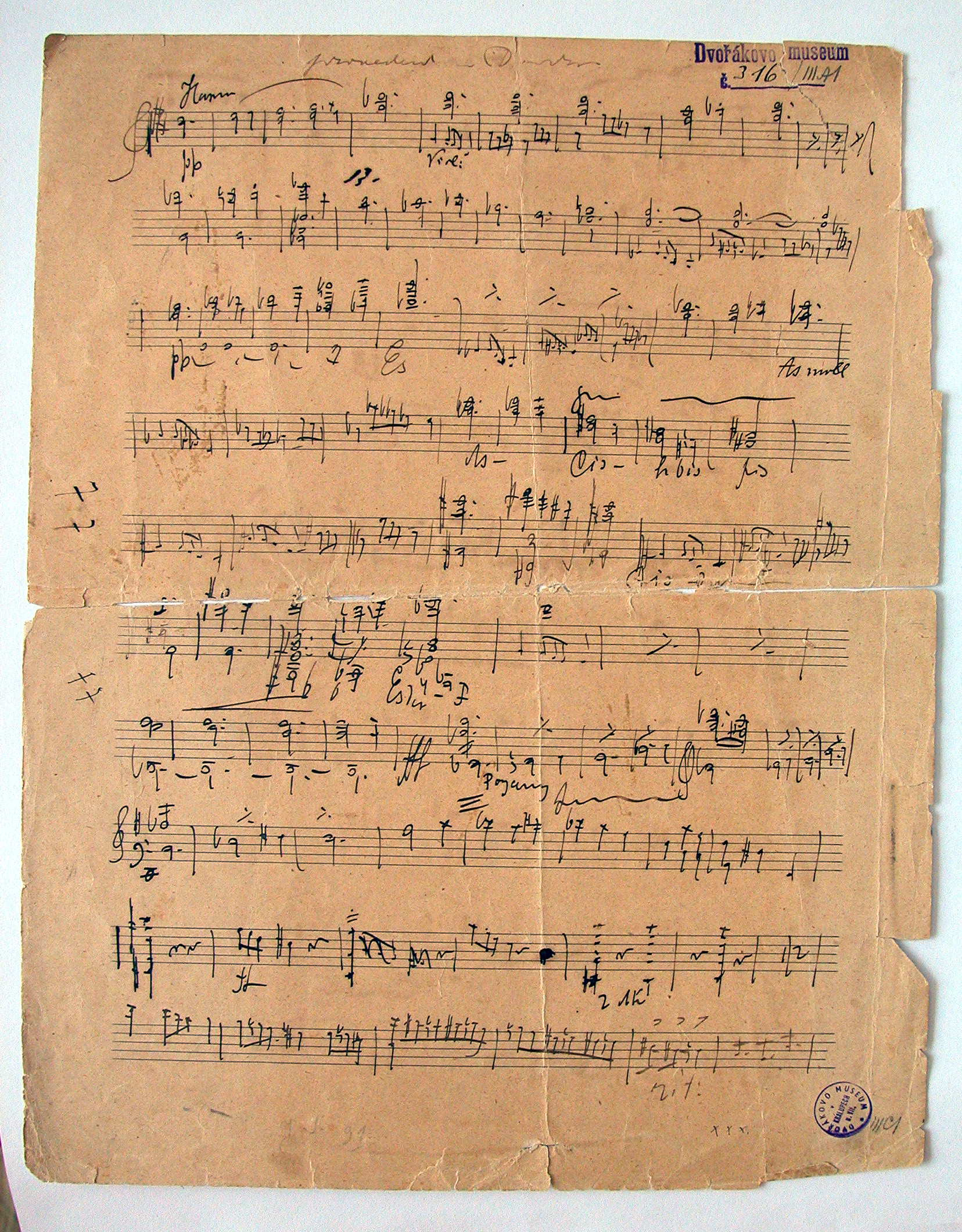
Rukopis skici symfonické básně Othello od Antonína Dvořáka z roku 1891.
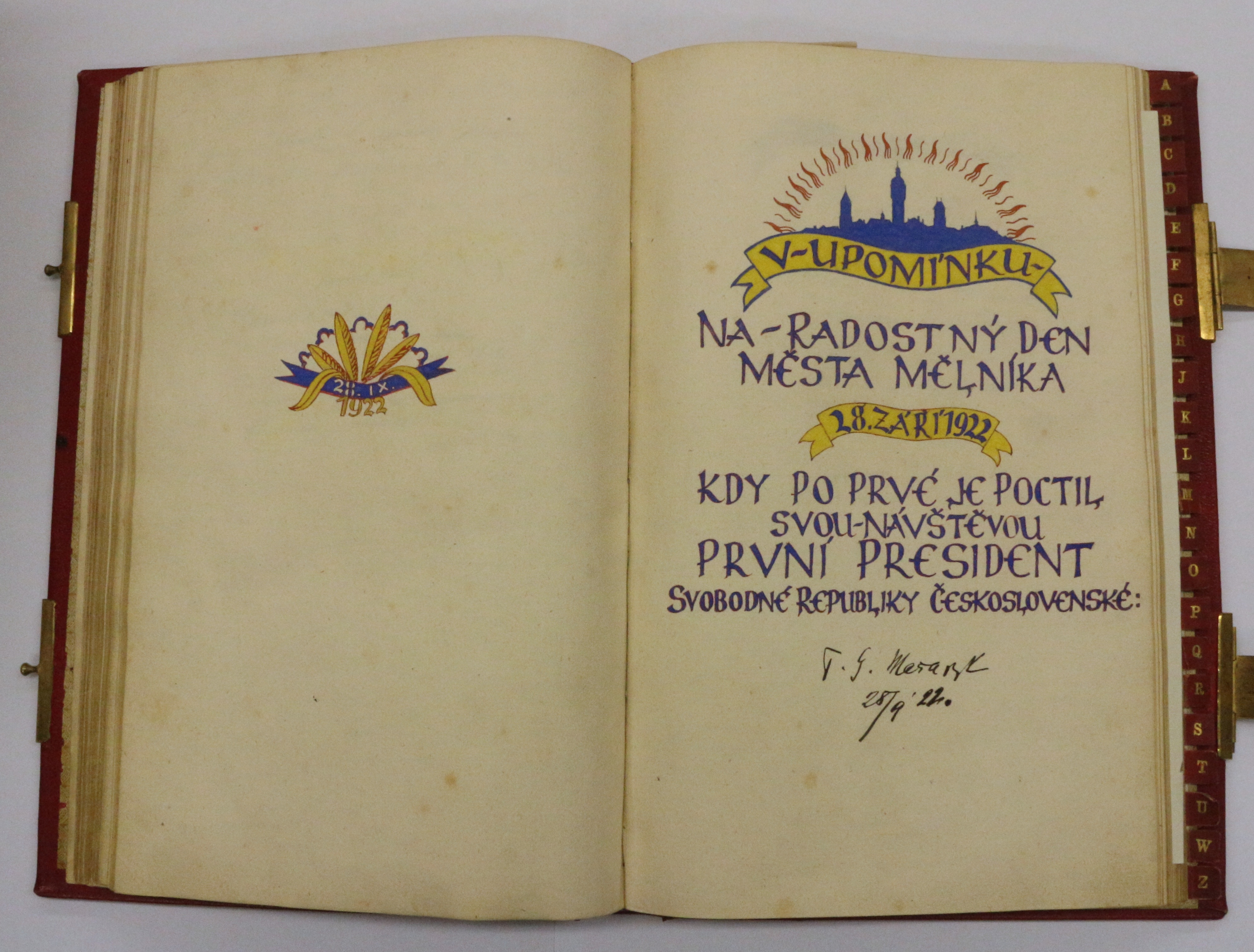
Kniha měšťanů královského věnného města Mělníka od roku 1703, Pamětní zápis s podpisem T. G. Masaryka, 28. září 1922.